# Samalayucai dűnék
A Chihuahua-sivatag részét képező samalayucai dűnék (spanyolul: médanos de Samalayuca) Mexikó Chihuahua államának északi részén található természeti képződmények. A világos színű homokból álló dombok teljesen növénymentesek, sivárak. A legmagasabb dűnék a vidék északkeleti részén, az úgynevezett cadena barjánica területen találhatók, mintegy 15 méter magasak. A dűnék területét 2009-ben Felipe Calderón elnök rendelete természetvédelmi területté nyilvánította.

## Elhelyezkedésük
A terület Chihuahua állam északi részén, Juárez község területén, közvetlenül Samalayuca település mellett fekszik, Ciudad Juáreztől körülbelül 35 km-re délre, Chihuahua városától 310 km-re északra, a tenger szintje felett 1300–1500 m-rel. A terület könnyen megközelíthető a pánamerikai főútvonal részét képező 45-ös szövetségi főúton, mely kettészeli a kis sivatagot. Erről az útról bárhol letérhetünk, de két megközelítési mód a legcélszerűbb: az első a Samalayucai elágazástól kissé északra indul kelet felé, az El Presidio-hegység irányába és hamarosan eléri a dűnés terület északkeleti sarkát, a másik az út nyugati oldalán, a településtől délre emelkedő Samalayuca-hegység délkeleti végén indul nyugatra. A néhány száz méteres relatív magasságú hegyláncra kis gyalogösvényeken fel is lehet mászni, ekkor dél felé tárul elénk a dűnék panorámája.

## Kialakulásuk
A Mexikó északi és az USA déli részein végighúzódó hatalmas terület úgynevezett cuenca y sierra-típusú, azaz felváltva találunk rajta nagyjából észak-déli irányú hegyláncokat és köztük húzódó medencéket. Ezeket a medencéket a jégkorszak végén visszahúzódó tavak töltötték ki, ezt a homok alatt talált vízi állatok fosszíliái is bizonyítják. A homok az igen nagy hőingás következtében összemorzsolódott kőzetekből alakult ki, majd a szél halmozta fel őket vándorló dűnékké.

## Időjárás
A táj éghajlata sivatagos: napközben nagy a forróság (májustól szeptemberig gyakoriak a 40 °C feletti értékek), októbertől májusig azonban éjszakánként fagyok fordulnak elő, időnként -10 °C alá is süllyed a hőmérséklet. Az évi 300 mm-nél is kevesebb csapadék időbeli eloszlása rendkívül egyenetlen: az év nagy részében szárazság uralkodik, míg júliustól szeptemberig három hónap alatt lehull az éves csapadékmennyiség több mint fele.
| Hónap                                   | Jan.  | Feb.  | Már.  | Ápr. | Máj. | Jún. | Júl. | Aug. | Szep. | Okt. | Nov.  | Dec.  | Év    |
| --------------------------------------- | ----- | ----- | ----- | ---- | ---- | ---- | ---- | ---- | ----- | ---- | ----- | ----- | ----- |
| Rekord max. hőmérséklet (°C)            | 29,0  | 31,0  | 36,0  | 39,5 | 42,0 | 46,0 | 44,0 | 42,5 | 41,0  | 37,0 | 38,0  | 31,0  | 46,0  |
| Átlagos max. hőmérséklet (°C)           | 13,9  | 17,6  | 22,4  | 26,7 | 31,5 | 35,9 | 35,7 | 33,5 | 31,1  | 26,0 | 19,2  | 14,5  | 25,7  |
| Átlaghőmérséklet (°C)                   | 6,4   | 9,3   | 13,3  | 17,2 | 21,9 | 26,5 | 27,5 | 26,0 | 23,2  | 17,5 | 10,9  | 6,8   | 17,2  |
| Átlagos min. hőmérséklet (°C)           | −1,1  | 0,9   | 4,3   | 7,7  | 12,3 | 17,2 | 19,2 | 18,5 | 15,2  | 9,0  | 2,6   | −0,9  | 8,8   |
| Rekord min. hőmérséklet (°C)            | −14,0 | −13,0 | −10,0 | −4,5 | −1,0 | 4,5  | 2,0  | 10,5 | 4,0   | −5,0 | −10,0 | −14,0 | −14,0 |
| Átl. csapadékmennyiség (mm)             | 13    | 12    | 8     | 5    | 13   | 19   | 52   | 55   | 47    | 21   | 12    | 30    | 287   |
| Forrás: Servicio Meteorológico Nacional |       |       |       |      |      |      |      |      |       |      |       |       |       |

## Turizmus
A dűnéket régóta felkeresik különlegességre vagy kalandokra vágyó turisták, de sokáig nem voltak kiépített turisztikai létesítmények a környéken. 2008-ban felépült egy fogadóépület, egy vendéglő, egy természetes amfiteátrum, néhány kövezett gyalogösvény, valamint motor- és terepjárópályák is.

## Itt forgatott filmek
A samalayucai dűnék között készültek az 1984-ben megjelent Dűne című film sivatagi jelenetei, valamint az ugyancsak 1984-es film, a Conan, a pusztító bizonyos részeit is itt forgatták.